# Leif Otto Fjøsne
Leif Otto Eriksen Fjøsne (Oppdal, 2 maggio 1942 – Oppdal, 27 febbraio 2013) è stato uno sciatore alpino norvegese.

## Biografia
Sciatore polivalente, Leif Otto Fjøsne debuttò in campo internazionale in occasione del trofeo Holmenkollen-Kandahar 1959 (Voss, 6-8 marzo), dove si classificò 12º nella discesa libera; nel 1962 partecipò a varie classiche dello sci alpino, senza ottenere risultati di rilievo e vinse la medaglia d'argento nello slalom gigante e nello slalom speciale ai Campionati norvegesi (Ørsta, 23-25 marzo). Non prese parte a rassegne olimpiche o iridate.

## Palmarès

### Campionati norvegesi
- 2 medaglie[senza fonte]:
  - 2 argenti (slalom gigante, slalom speciale nel 1962)